# Gare d'Arcambal
La gare d'Arcambal est une gare ferroviaire française fermée de la ligne de Cahors à Capdenac, située sur le territoire de la commune d'Arcambal, dans le département du Lot, en région Occitanie.
Elle est mise en service en 1886 par la Compagnie du chemin de fer de Paris à Orléans, et est fermée aux voyageurs en 1980.

## Situation ferroviaire
Établie à 126 mètres d'altitude, la gare d'Arcambal est située au point kilométrique (PK) 669,825 de la ligne de Cahors à Capdenac, entre les gares également fermées de Cabessut et de Vers.
La ligne, en mauvais état, n'a plus de circulations.

## Service des voyageurs
Gare fermée située sur une section de ligne déclassée.